# Pristiophorus delicatus
Pristiophorus delicatus är en hajart som beskrevs av Yearsley, Last och White 2008. Pristiophorus delicatus ingår i släktet Pristiophorus och familjen Pristiophoridae. IUCN kategoriserar arten globalt som livskraftig. Inga underarter finns listade i Catalogue of Life.